# Fodboldklub
En fodboldklub er en sportsklub, der har til formål at lade klubbens medlemmer spille fodbold og deltage i fordboldkampe.
Fodboldklubber opstod i Storbritannien i sidste halvdel af 1800-tallet. Det er omdiskuteret, hvilken klub, der er den første fodboldklub og flere klubber hævder at være den første klub. Dublin University Football Club stiftet i 1854 anses generelt at være ældste fodboldklub, men også Sheffield F.C., stiftet i 1857, hævder at være verdens ældste fodboldklub. Senere fulgte flere klubber i det øvrige Europa. Den ældste stadig eksisterende klub i Europa udenfor Storbritannien er danske Kjøbenhavns Boldklub, der blev oprettet i 1876. 
Fodboldklubberne arrangerer træning for klubbernes medlemmer og arrangerer eller deltager i turneringer for klubbens forskellige hold. Ofte har klubberne ungdomsafdelinger for yngre medlemmer og et førstehold, der repræsenterer det højeste niveau i klubben. 

## Turneringer for klubber

### Liga
En fodboldliga består af få til mange klubber, hvor holdene er fordelt efter point. Den klub som ligger øverst, i den bedste liga, når en sæson er forbi, bliver mestre, typisk nationale mestre. I ligaer derunder vil typisk de 1-4 øverste rykke op i ligaen over den de spiller i. Og som regel rykker de 1-4 som ligger i bunden af en liga, ned.
I Danmark er Superligaen den bedste række. Dernæst kommer 1. og 2. division, og så kommer "kvalifikationen," Danmarksserien og derunder regionale serier, som eksempelvis Københavns-Serien, Lolland-Falsterserien, osv.

### Pokalturnering
En pokalturnering omfatter alle klubber, der tilmelder sig, i et land. Her kan landets dårligste hold risikere at møde de bedste. Alle runder er knock-out, hvilket vil sige at kampen skal afgøres. Ender den med at blive uafgjort i den ordinære spilletid, skal den afgøres i ekstra tid eller straffesparkskonkurrence. Det hold som vinder avancerer til næste runde. Alle kampe bestemmes ved lodtrækning, blandt de tilbageværende hold.
Sådan fortsætter turneringen, indtil der er to hold tilbage, der møder hinanden i pokalfinalen. Vinderen bliver pokalmester.

### Internationale fodboldturneringer
Internationale fodboldturneringer er turneringer for hold fra mere end et land. De fleste foregår indenfor samme verdensdel. De største internationale fodboldturneringer i Europa (UEFA) er UEFA Champions League og UEFA Europa League. Vinderen af UEFA Champions League kvalificerer sig til Verdensmesterskabet for klubhold i fodbold, der er en fodboldturnering på kryds af kontinenterne.

## Klubstruktur
En klub består som regel af:
- Assisterende trænere
- Læger / Fysioterapeut
- Manager / Cheftræner
- Reservespillere
- Spillere

## Computerspil
Der er lavet en hel del computerspil, hvor man skal overtage rollen som manager i en udvalgt fodboldklub. Blandt de mest kendte er Championship Manager og Football Manager. Man har også muligheden i FIFA-spillene.

## Fusioner
I nyere tid vælger mange klubber at fusionere. Dette giver fordele som eksempelvis, at man har en breddere trup og eventuelt også stærkere økonomi. Mange store klubber er faktisk fusioner af ældre klubber. Eksempelvis er F.C. København en fusion mellem Kjøbenhavns Boldklub og B 1903.